# Сенегал на Светском првенству у атлетици у дворани 2016.
Сенегал је учествовао на 16. Светском првенству у атлетици у дворани 2016. одржаном у Портланду од 17. до 20. марта десети пут. Репрезентацију Сенегала представљао је један такмичар који се такмичио у трци на 60 м препоне.,
На овом првенству такмичар из Сенегал није освојио ниједну медаљу нити је остварио неки резултат.

## Учесници
Мушкарци:
- Муса Дембеле — 60 м препоне

## Резултати

### Мушкарци
| Атлетичар    | Дисциплина   | Лични рекорд | Квалификација | Квалификација | Полуфинале           | Полуфинале           | Финале               | Финале       | Детаљи |
| Атлетичар    | Дисциплина   | Лични рекорд | Резултат      | Место         | Резултат             | Место                | Резултат             | Место        | Детаљи |
| ------------ | ------------ | ------------ | ------------- | ------------- | -------------------- | -------------------- | -------------------- | ------------ | ------ |
| Муса Дембеле | 60 м препоне | 7,75 НР      | 7,99          | 6. у гр. 3    | Није се квалификовао | Није се квалификовао | Није се квалификовао | 25 / 27 (28) |        |